# Encyclopædia Britannica Online
L'Encyclopædia Britannica Online és el lloc web de l'Encyclopædia Britannica, Inc. i la seva Encyclopædia Britannica, amb més de 120.000 articles que s'actualitzen periòdicament. Té funcions diàries, actualitzacions i enllaços a notícies de The New York Times i la BBC. L'edició 2010 de la Britannica va ser l'última versió impresa i es va vendre fins que es va acabar l'existència el 2012.
Aproximadament el 60% dels ingressos de l'Encyclopædia Britannica provenen d'operacions en línia, de les quals un 15% prové de subscripcions a la versió de consum del lloc web. Les subscripcions estan disponibles anualment, mensualment o setmanalment. S'ofereixen plans especials de subscripció a escoles, col·legis i biblioteques; aquests subscriptors institucionals constitueixen una part important del negoci de Britannica. A principis de 2007, la Britannica fa que els articles estiguin lliurement disponibles si estan enllaçats per un lloc extern. Els que no són subscriptors són advertits, oferint-los-hi la subscripció.
El 3 de juny de 2008 es va anunciar una iniciativa per facilitar la col·laboració entre els experts en línia i els contribuents acadèmics aficionats als continguts en línia de Britannica (en l'esperit d'un wiki), amb supervisió editorial del personal de Britannica. Les contribucions aprovades serien acreditades, tot i que les contribucions passarien automàticament a pertànyer a 'Encyclopædia Britannica, Inc. de forma perpètua i irrevocable.
El 22 de gener de 2009, el president de Britannica, Jorge Cauz, va anunciar que la companyia acceptaria edicions i afegits al lloc web de Britannica en línia del públic. L'edició impresa de l'enciclopèdia no es va veure afectada pels canvis. Les persones que vulguin editar el lloc web de Britannica hauran de registrar-se sota el seu nom i adreça reals abans d'editar o enviar el seu contingut. Totes les edicions presentades seran revisades i verificades i hauran de ser aprovades pel personal professional de la enciclopèdia. Les contribucions d'usuaris no acadèmics es mostraran en una secció separada del contingut de Britannica generat per experts. Els articles escrits pels usuaris, si són revisats i aprovats, també només estaran disponibles en una secció especial del lloc web, independent dels articles professionals. El material oficial de Britannica portaria un segell "Britannica Checked", per distingir-lo del contingut generat pels usuaris.
La informació es pot trobar utilitzant temes o una funció de cerca. La notícia actual és proporcionada per The New York Times, la BBC i SBS World News. Els vídeos estan disponibles per visualitzar-los en línia. Les línies de temps ofereixen desglossaments interactius de la història de les àrees temàtiques. Les dades i estadístiques estan disponibles per a cada país. Es proporcionen mapes. Les cites estan disponibles per l'autor o l'assumpte.